# M. H. M. Ashraff
Muhammed Hussain Muhammed Ashraff (singhalesisch එම්. එච්. එම්. අෂ්රෆ්; Tamil மு. ஹு. மு. அஷ்ரப்; * 23. Oktober 1948 in Samanthurai, Distrikt Ampara, Ostprovinz; † 16. September 2000 in Aranayaka, Distrikt Kegalle, Provinz Sabaragamuwa) war ein sri-lankischer Politiker, der 1981 den Sri Lanka Muslim Congress (SMLC) gründete und 1994 bis 2000 Minister für Häfen, Schifffahrt und Rehabilitation war. Er starb beim Absturz eines Militärhubschraubers östlich von Colombo.

## Leben
Ashraff absolvierte nach dem Besuch des Wesley College in Kalmunai ein Studium der Rechtswissenschaften am 1874 gegründeten Sri Lanka Law College und nahm nach dessen Abschluss 1974 eine Tätigkeit als Rechtsanwalt auf. Nach einer kurzen Tätigkeit als Staatsanwalt 1975 nahm er seine Anwaltstätigkeit wieder auf und spezialisierte sich auf Strafrecht. Am 21. September 1981 gründete er den Sri Lanka Muslim Congress (SMLC), um die muslimische Minderheit des Landes zu vertreten. Später gründete er die National Unity Alliance (NUA), eine Koalition zur Vertretung aller muslimischen Gemeinden mit dem SLMC als wichtigste Gruppierung. Bei der Wahl 1989 wurde er für den SLMC erstmals zum Mitglied des Parlaments von Sri Lanka gewählt und vertrat in diesem bis zu seinem Tod den Wahlbezirk Ampara.
Nachdem bei der Wahl vom 16. August 1994 die People’s Alliance (PA) mit der 1951 von S. W. R. D. Bandaranaike gegründeten Sri Lanka Freedom Party (SFLP) als größtem Partner knapp stärkste Partei wurde, die absolute Mehrheit allerdings um acht Stimmen verpasste, wurde Ashraff mit seinem mit sieben Abgeordneten im Parlament vertretenen SMLC zum „Königsmacher“ einer konstruktiven Minderheitsregierung unter Führung von Premierministerin Chandrika Kumaratunga und übernahm in deren Kabinett das Amt als Minister für Häfen, Schifffahrt und Rehabilitation. Dieses Amt behielt er auch nachdem Chandrika Kumaratunga am 12. November 1994 das Amt der Staatspräsidentin angetreten hatte und Sirimavo Bandaranaike als Premierministerin am 14. November 1994 ihre dritte Regierung bildete.
Am 22. August 2000 trat Ashraff von seinen Ministerämtern zurück und entzog damit mit seinem SLMC der Regierung, die seit dem 10. August 2000 von Premierminister Ratnasiri Wickremanayake geführt wurde, knapp zwei Monate vor der Wahl am 10. Oktober 2000 seine Unterstützung. Grund dafür war ein Zeitungsartikel in der Sri Lanka Daily News, indem der Generalsekretär der People’s Alliance und gleichzeitige Minister für Landwirtschaft, Ernährung und Kooperativen, D. M. Jayaratne, erklärte, dass die von Ashraff geführte National Unity Alliance kein Partner der regierenden Koalition sei. Knapp einen Monat später kam er am 16. September 2000 mit 14 anderen Personen ums Leben, nachdem ein Hubschrauber der Luftwaffe der Streitkräfte Sri Lankas in einer bergigen Region bei Aranayaka, 65 Kilometer östlich von Colombo abstürzte und explodierte. Der Hubschrauber vom Typ Mil Mi-8 war auf einem 210 Kilometer langen Flug von Colombo nach Ampara, wo er an einer Wahlkampfveranstaltung teilnehmen wollte. Die Polizei erklärte nach dem Absturz, dass der Hubschrauber möglicherweise von tamilischen Rebellen abgeschossen worden sei, schloss aber auch einen technischen Fehler nicht aus. Kurz vor dem Start verfasste er die Erklärung, dass NUA und SLMC die People’s Alliance und die SLFP nach der Wahl am 10. Oktober 2000 nicht mehr unterstützen werde.
Seine Witwe Ferial Ismail Ashraff war zwischen 2000 und 2010 ebenfalls Mitglied des Parlaments, zeitweise Ministerin und wurde 2011 zur Hochkommissarin in Singapur ernannt.